# Blaesoxipha alopecis
Blaesoxipha alopecis är en tvåvingeart som först beskrevs av Henry J. Reinhard 1947.  Blaesoxipha alopecis ingår i släktet Blaesoxipha och familjen köttflugor.
Artens utbredningsområde är Iowa. Inga underarter finns listade i Catalogue of Life.